# NK Jadran 1929 Smokvica
NK Jadran  je nogometni klub iz mjesta Smokvica na otoku Korčuli. U sezoni 2022./23. se natječe u 1. ŽNL Dubrovačko-neretvanske županije.

## Povijest
Klub je osnovan 1929. godine kao nogometna sekcija sokolskog društva. Obnavlja se 1947. pod istim imenom. Prvi predsjednik kluba bio je Slave Tomašić.